# Richard Roksabro Kudo
Pour les articles homonymes, voir Kudo.
Richard Roksabro Kudo (* 25 juillet 1886 à Tokushima ; † 3 juin 1967 à Saint-Louis), est un protozoologiste japonais.